# Pungguk Meranti
Pungguk Meranti is een bestuurslaag in het regentschap Kepahiang van de provincie Bengkulu, Indonesië. Pungguk Meranti telt 1037 inwoners (volkstelling 2010).